# イル川渡河戦
イル川渡河戦（イルがわとかせん、英語: Battle of the Ilu River）は、第二次世界大戦中の1942年（昭和17年）8月21日、ガダルカナル島において日本軍とアメリカ合衆国海兵隊を主力とする連合国軍との間に起きた陸上戦闘。テナルの戦い（英語: Battle of the Tenaru）、アリゲーター・クリークの戦い（英語: Battle of Alligator Creek）とも呼ばれ、ガダルカナル島の戦いにおける日本軍最初の大規模反攻でもあった。
アレクサンダー・ヴァンデグリフト少将を指揮官とする米海兵隊第一海兵師団は、1942年8月7日ガダルカナル島に上陸し、ルンガ岬に日本軍が建設中であったヘンダーソン飛行場を奪取してこの防衛にあたっていた。日本軍のガダルカナル島守備隊は飛行場西側のマタニカウ河に撤退して海軍本部を設置した。
日本軍上層部は第一次ソロモン海戦以降の基地航空部隊の誤認や誤報、ソビエト連邦駐在武官からの情報等によりガダルカナル島奪回を極めて楽観的しており、従来どおりポートモレスビー作戦を重要視していた。
一方、同飛行場の奪還と、ガダルカナル島からの連合軍一掃のため、先発隊として横須賀鎮守府第五特別陸戦隊（司令安田義達海軍大佐）と一木清直陸軍大佐率いる一木支隊が投入された。
一木支隊は先遣隊（第1梯団、916名）と後続部隊（第2梯団、約1500名）に分割された、一木大佐直率の先遣隊は陽炎型駆逐艦6隻に分乗して8月16日にトラック泊地を出発。
8月19日未明にガダルカナル島タイボ岬（飛行場の東側約35km地点）に上陸した。
このときガダルカナル島全体の連合軍側戦力は約11,000名であったが、日本軍側はこれを2,000名程度と少なく見積もっていた。
一木支隊先遣隊攻撃直前の8月20日、ヘンダーソン飛行場に戦闘機と急降下爆撃機、計31機が進出した。
同20日深夜、タイボ岬から西進をつづけていた一木支隊先遣隊はルンガ東部のイル川（米軍呼称：アリゲーター・クリーク）西岸に陣を構えていた米海兵隊に遭遇する。
8月21日未明から戦闘が始まったが、兵数・火力に圧倒的な差があり一木支隊は多大な損害を被った。さらに米海兵隊は夜明けを待って戦車を投入し、残存日本兵を包囲殲滅した。同21日午後、一木支隊先遣隊は壊滅した。この戦いで916名いた一木支隊先遣隊のうち日本側記録777名が戦死、生き残ったのは後方に待機していた約100名を含む128名だけであった。指揮官一木大佐も死亡したが、最後の状況については諸説あり定かではない。
日本軍はガダルカナル島奪回作戦を「少数の陸軍部隊で容易に実現できる」と考えていた。だが8月20日のヘンダーソン飛行場使用開始により、ガ島周辺の制空権を掌握されてしまう。つづく一木支隊先遣隊の大損害により、飛行場奪回の見込みが立たなくなった。日本軍はガダルカナル島の連合軍戦力が当初の想定を超える規模であることを認識し、ヘンダーソン飛行場奪還のため逐次部隊を送り込んでいったものの第二次ソロモン海戦で低速の輸送船団が空襲をうけて撃退され、一木師団第二梯団の上陸は中止された。このあと、日本軍のガ島輸送は駆逐艦による鼠輸送（東京急行）に頼らざるを得なくなった。

## 背景

### ガダルカナル島

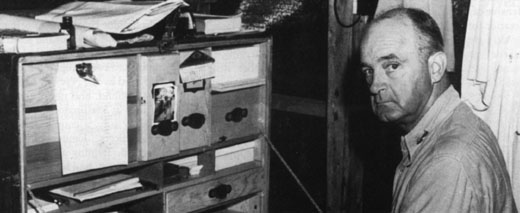
第1海兵師団ヴァンデグリフト少将

1942年（昭和17年）8月7日、連合国軍はウォッチタワー作戦によりソロモン諸島内のガダルカナル島、ツラギ島およびフロリダ諸島に来攻、アメリカ海兵隊が上陸した。これは、これらの島嶼が日本軍の軍事基地となって米豪間の補給ルートを脅かすことを阻止するためであり、他方ニューギニアの戦いを支援して最終的には日本軍のビスマルク諸島ニューブリテン島ラバウル基地をめざすための拠点にする意図もあった。この「フロリダ諸島の戦い」がその後6ヵ月の長きにわたるガダルカナル島の戦いの始まりである。
連合軍は奇襲に成功し、第1海兵師団はガダルカナル島に無血上陸した。8月8日の日没までにはガダルカナル島ルンガ岬に日本軍が建設中で完成間近であった飛行場を占拠した。日本軍のガ島守備隊は設営隊員約2570名（第十一設営隊1350名、第十三設営隊1221名）と守備隊247名、ツラギ守備隊は第八根拠地隊の第八十四警備隊約400名、ガブツ島は横浜海軍航空隊342名と設営隊員144名を擁していた。ツラギ守備隊と横浜海軍航空隊は、小数の捕虜をのぞき玉砕した。
ガダルカナル島では、生き残った設営隊員や陸戦隊員がジャングルに逃げ込んだ。残存部隊（第十一設営隊〈隊長門前鼎大佐〉、第十三設営隊〈隊長岡村徳長少佐〉、守備隊）は飛行場から撤収して西進、マタニカウ河より西方3～4kmの高地に陣地を構築し、海軍本部とした。残存守備隊はここを拠点にアメリカ海兵隊と交戦することになった。
8月7日午前8時頃、ラバウルから台南空の零戦17機、第二十五航戦の一式陸攻27機、第二航空隊の九九式艦上爆撃機9機が相次いで出撃してツラギ島を攻撃。また8日にも、第十一航空艦隊（司令長官塚原二四三海軍中将、8月7日時点ではテニアン島所在）麾下の第二十五航空戦隊（司令官山田定義海軍少将。軍隊区分においては第五空襲部隊）の零戦15機、陸攻23機がガダルカナル島の米軍輸送船団に対し空襲を敢行した。
また、ガダルカナル島奪回の為、海軍陸戦隊519名を乗せた敷設艦津軽艦長指揮下の輸送部隊（敷設艦津軽、測量船宗谷、輸送船明陽丸、第21号掃海艇、第16号駆潜艇）が出撃した。
8月8日夜、ルンガ岬で輸送船を護衛していた連合軍艦隊は物資揚陸作業中に、日本海軍・外南洋部隊指揮官（第八艦隊司令長官三川軍一海軍中将）率いる重巡洋艦鳥海/旗艦、第六戦隊司令官五藤存知少将指揮下の第六戦隊（青葉、加古、衣笠、古鷹）、第十八戦隊司令官松山光治少将の軽巡洋艦天龍、軽巡洋艦夕張、駆逐艦夕凪の急襲を受けた。帰路、米潜水艦S-44の雷撃で重巡加古が沈没した。
連合軍側は巡洋艦4隻と駆逐艦1隻が沈没、巡洋艦1隻と駆逐艦1隻が大破するなど多大な損害を被った（連合軍側呼称：サボ島海戦）。
輸送部隊は明陽丸がセント・ジョージ岬付近で米潜水艦S-38の雷撃により沈没、行方不明者342名を出した後、8日1155に作戦中止命令をうけラバウルに向け反転した。
アメリカ海軍機動部隊／第61任務部隊を指揮するフランク・J・フレッチャー中将は存在しない日本軍空母機動部隊に恐怖を感じ、正規空母3隻（エンタープライズ、サラトガ、ワスプ）、新鋭戦艦ノースカロライナ、重巡6隻、駆逐艦16隻という兵力を擁しながら、上陸支援を打ち切って撤退した。
空母機動部隊による航空支援を失い、上陸船団を護衛する艦隊が夜戦で大打撃を受け、リッチモンド・K・ターナー少将はガダルカナル島からの撤退を開始した。8月9日夕刻までに、残る重機・食糧・兵の揚陸を断念し、物資を半分ほど揚陸しないまま海軍戦力すべてを撤退させた。このとき、32門の75mm榴弾砲と105mm榴弾砲からなる砲兵大隊は揚陸済みであったが、食糧は4日もしくは5日分しか揚陸できなかった。サボ島～ガ島ルンガ岬沖にかけての制海権は日本側にあり、日本軍潜水艦や駆逐艦は偵察のたびに艦砲射撃をおこなってアメリカ海兵隊に脅威を与えた。
ガダルカナル島とツラギ島に上陸した海兵隊第1海兵師団約1万6000名（ガ島に1万名、ツラギ諸島に約6000名）は、補給を断たれた状態で孤立することになった。ガダルカナル島では奪取した飛行場のあるルンガ岬周辺に防衛線を構築することに注力し、橋頭堡の中央には75mm榴弾砲と105mm榴弾砲が全周射撃可能なように配置された。また日本軍基地設営隊が遺棄した物資や施設は極めて充実したものだった。海兵隊はロードローラーやトラックを鹵獲・活用して飛行場の完成を急いだ。指揮官ヴァンデグリフト少将は防衛線内に約11,000名を配置し、4日間かけて物資を揚陸地点から防衛線内に分散した集積場へと運び込んだ。飛行場はミッドウェー海戦で戦死した米海兵隊パイロット、ロフトン・ヘンダーソン少佐の名をとってヘンダーソン飛行場と名付けられた。日本軍からの鹵獲分もあり、食糧は14日分にまで増えたが、限られた食糧を節約するため1日の食事回数を2回に制限したという。
ヘンダーソン飛行場周辺に橋頭堡を築いたアメリカ海兵隊だが、ガダルカナル島の日本軍守備隊はまだ降伏していなかった。ルンガ川河口左岸で捕虜にした日本軍准士官からの情報で、日本軍は飢餓状態で無統制となっており、説得次第では投降すると判断した。軍医や日本語の語学将校をふくめた偵察員25名は降伏を勧めるため発動艇2隻に分乗しマタニカウ川左岸に進出したところ、日本軍前進陣地直前に上陸したため猛射をうけ3名を除いて全滅した。救援のため出動した海兵隊一コ中隊はクルツ西方に上陸し、同日午後にはマタニカウ川右岸に戻った。
8月15日、アメリカ軍の高速輸送艦4隻（旧式駆逐艦の改造艦艇）が航空ガソリン・爆弾・軍需品・航空基地隊員を搭載し、ガ島揚陸に成功した。
8月19日早朝、アメリカ海兵隊約300名は日本軍ガ島守備隊陣地西方のコカンボナ（クルツ岬西方約5km）に上陸し、同時にマタニカウ川右岸の海兵隊も砲兵支援下で攻撃を開始した。米海兵隊戦史によれば日本兵65名が戦死して日本軍は後方に避退したと記録し、横五特（高橋中隊）の無線報告には「敵に相当の損害を与え、大発三、機銃一を捕獲。我に被害なし。食糧あと二日分」とある。

### 日本軍の対応

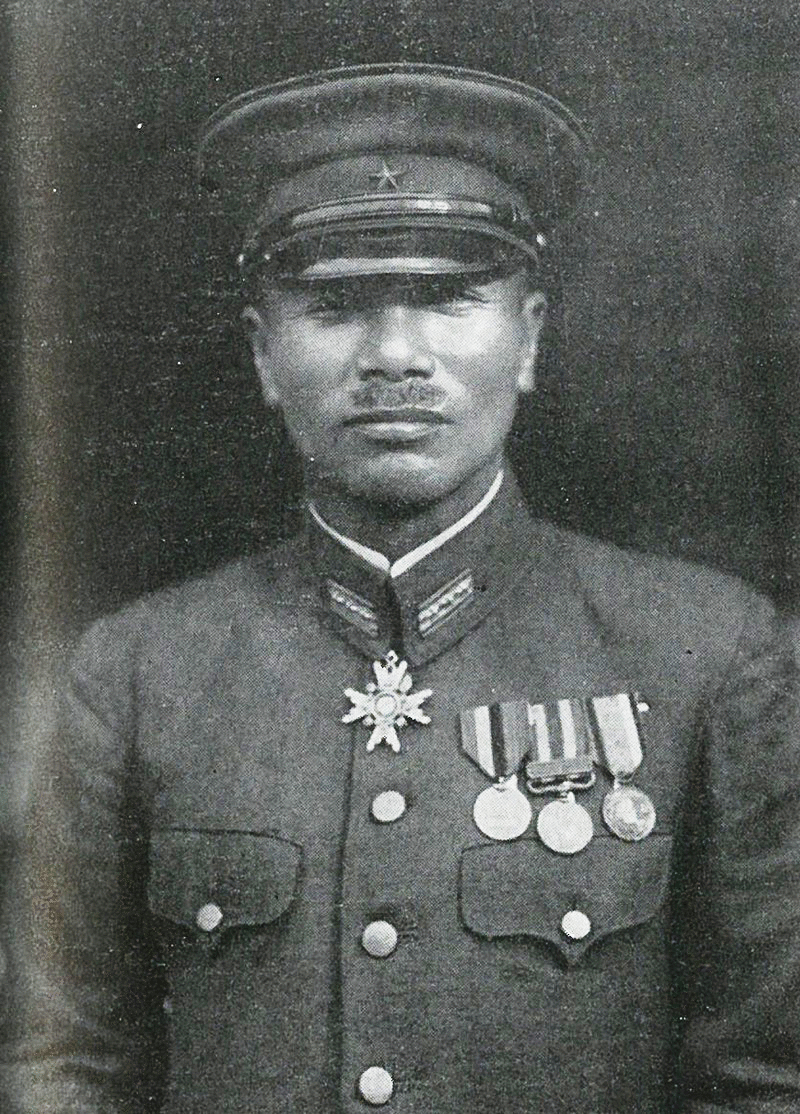
歩兵第28連隊 一木清直大佐。盧溝橋で勇名をはせた。

1942年（昭和17年）8月7日（日出は4時45分）の連合軍フロリダ諸島来攻・ツラギ上陸の速報に対し、ラバウル現地では第八艦隊（司令長官三川軍一海軍中将、参謀長大西新蔵海軍少将、首席参謀神重徳海軍大佐）が百武晴吉陸軍中将を司令官とする第十七軍にソロモン諸島ガダルカナル島およびツラギ島奪回作戦への協力を求めた。第十七軍はポートモレスビー攻略と東部ニューギニア要地勘定を任務としていたので、ラバウル所在の南海支隊をガダルカナル奪還に投入する意図はなかった。
第十七軍は、パラオ諸島所在で8月15日頃ラバウル到着予定の川口支隊なら投入可能と返答した。第十七軍参謀松本博中佐によれば「（第八艦隊に対して）川口支隊なら派遣できると述べたのは露骨な拒絶を緩和するための発言にすぎなかった」であった。この時点で、第十七軍は「敵輸送船20隻（第八艦隊の大前敏一参謀の通報によれば輸送船25隻）」という規模から、来襲した敵兵力について二見秋三郎参謀長は約一個師団、松本参謀は約一個聯隊以下と見做した。
大本営海軍部は8月8日時点で「輸送船45隻と含む大艦隊がハワイを出撃し、うち戦艦1、巡洋艦3、駆逐艦7、輸送船30隻がソロモン方面に来攻した」と分析した。大本営陸海軍部連絡研究に出た陸軍参謀は「要するに本日の状況判断に於ては、敵はソロモンを占領確保すべく、之が奪回は相当手強きものあるべきにより、陸海軍共に所要の兵力を集結したる後、攻勢に出づるを可とする方向に一致せり」と業務日誌に記している。同日夜、大本営陸軍部は第十七軍に対し、従来のモレスビー作戦にくわえてソロモン奪回作戦も第十七軍の担任予定であると通報した。
8月9日、大本営陸海軍部は来攻敵兵力を「一コ師団位」と推定し、モレスビー作戦は既定計画通り遂行すること、ソロモン方面反撃のためラバウルに転進した戦闘機を東部ニューギニアのラエに復帰させブナ飛行場の完成を急ぐこと、南海支隊主力のブナ上陸を強行すること、ソロモン方面に指向する陸軍兵力は一木支隊と歩兵第四十一聯隊として集合地点をトラック泊地にすること…等を申し合わせた。
8月10日、大本営海軍部情報部は「ソロモン来攻兵力は海兵隊一コ師団、人員約1.5万」と断定した。大本営陸軍部は、一木支隊を第十七軍戦闘序列に編入し、第十四軍指揮下にあった青葉支隊・独立戦車第一中隊・野戦重砲兵第二十一大隊一中隊を第十七軍指揮下に復帰させた。同10日午前中、第二十五航空戦隊の陸攻はガダルカナル島周辺に敵艦船を発見できず、日本軍は「我が軍の大勝利である」「敵は敗退した」との希望的判断を下した。
第十七軍は、第一次ソロモン海戦や海軍基地航空隊の戦果報告に一喜一憂していた。8月9日午後1時20分、第十七軍は大本営に対し「敵の占拠せるモレスビー、ラビ、ツラギ〔註、ガダルカナル〕の中でモレスビーこそ重要であり、南海支隊による早期攻略が望ましい」と報告した。
このように日本軍（大本営陸海軍部、第十七軍、第十一航空艦隊、第八艦隊）は「ソロモン諸島は確実に占領されたが、有力な部隊ではない」と判断し、ひきつづきポートモレスビー攻略にともなうニューギニアの戦いを重要視した。大本営は来攻兵力を海兵隊一個師団約15,000名と推定していたが、日本軍の上陸作戦能力（揚搭時間）から見て、連合軍はほとんどの部隊の揚陸に失敗して撤退したと判断した。日本軍は上級司令部も現地軍も、ガ島方面の戦況に関して楽観視するようになった。実際のアメリカ海兵隊来攻戦力は約16,000名（ガダルカナル島に約11,000名、フロリダ諸島に約5,000名）であった。
結局、ソロモン南部に投入される陸軍部隊は、パラオ諸島の川口支隊（川口清健少将、歩兵第35旅団司令部及び歩兵第124連隊基幹）、フィリピンの青葉支隊（那須弓雄少将、第2師団歩兵第4連隊主力基幹）、内地転属のためグァム島に待機中であった一木支隊（一木清直大佐、第7師団歩兵第28連隊基幹）となった。
海軍側は、グァム所在の横須賀鎮守府第五特別陸戦隊、東チモール方面所在の横須賀鎮守府第三特別陸戦隊（落下傘部隊約800名）、8月15日編成完了予定の特別陸戦隊三隊を投入することになった。
各隊は直ちにガダルカナル島へ向かった。ミッドウェー作戦後にグァム島に待機していた一木支隊は輸送船2隻（ぼすとん丸、大福丸）に分乗して8月7日にグァム島出港後、命令により一旦グァム島に引返し、8日にパラオ諸島へ向かうよう内報され、つづいてトラック泊地に移動先を変更され、トラック泊地到着時点で第十七軍の隷下に入ることになった。海軍上級司令部は「一木支隊の兵力2400名では過少」として不満と不安を抱いたが、参謀本部が「この兵力で自信あり」と説明したので、不満足ながら諒承した。大本営陸軍部にも一部で「増援至難の絶海の孤島に一木支隊を送り込むとノモンハン事件の再現になるのでは」と懸念する意見もあったが、大本営陸海軍部の空気全般は非常に楽観的であった。
8月9日の外南洋部隊（第八艦隊）による夜戦と基地航空部隊（第十一航空艦隊）による空襲の戦果報告によれば、輸送船団をふくむ連合軍ガ島来襲部隊の大部分を撃滅という判定であった。
8月10日、ガ島空襲にむかった日本軍攻撃隊と、同島方面に進出した潜水艦部隊は、ともに連合軍水上部隊を発見しなかった。大本営も現地日本軍も、連合軍は部隊の大部分を撤退させたと判定した。たとえば宇垣纏連合艦隊参謀長は陣中日誌『戦藻録』に「(8月10日)さては敵の奴昨夜の攻撃に依り到底居たたまらず、昨日の内に総退却をなせるか。」と記述している。大本営陸軍部（参謀本部）に至っては「100％撤退」と判断していたという。
一方で多数の舟艇を発見しまた対空砲火を受けたことから、ガダルカナル島とツラギ諸島は占領されたと判断した。すなわちガ島の連合軍は敗残兵であり、有力部隊ではないと認識した。後日おこなわれた空襲と航空偵察の結果もその判断を後押ししたので、大本営・連合艦隊・現地陸海軍含めてますます楽観的になった。同日、大本営陸軍部は一木支隊を第十七軍の戦闘序列に編入した。第十一航空艦隊は「ガ島奪回作戦は川口部隊を主力とし、一木支隊と横五特で8月25日に実施予定と電報した。第十七軍は大本営に「一木支隊ト第三十五旅団ノ所要兵力ヲ『ソロモン』ニ指向スレバ作戦可能ナリ」と報告した。
8月12日、大本営陸海軍部は陸海軍中央協定を結ぶ。
ガダルカナル島奪回作戦は「カ」号作戦と命名され、現地陸海軍（第十七軍、第十一航空艦隊、第八艦隊）協定による一木支隊輸送作戦は「キ」号作戦と命名された。
同12日夕刻、一木支隊輸送船2隻と護衛の第4駆逐隊がトラック泊地に到着した。一木支隊第1梯団はトラック島にある日本軍海軍基地を経由してガダルカナルへと向かったが、このとき一木大佐は「2,000名から10,000名の米兵が上陸拠点をすでに掌握しており、正面からの攻撃は避けるべきである」との説明を受けた。
同12日、呂号第三十三潜水艦はガダルカナル島ハンター岬見張所との連絡に成功した。呂号第三十四潜水艦はガ島タイボ岬見張所との連絡に成功した。8月13日未明、日本軍の駆逐艦2隻はガダルカナル島に到着したが、同島残留日本兵からの応答はなく連絡に失敗した。2隻はヘンダーソン飛行場に艦砲射撃を敢行し、ラバウルに引き揚げた。同日、伊号第百二十二潜水艦と伊号第百二十三潜水艦は効果的な威力偵察を実施し、水陸両用戦車、野砲（砲兵陣地）、高射砲や機銃の存在を報告した。伊123は「ルンガ岬附近の敵上陸兵力は相当大」と報告したが、現地中央とも楽観的で、潜水艦の偵察結果は重要視されなかった。
8月13日午前中、第十七軍は一木支隊の先遣投入を決断した。その後、陸海軍中央協定や参謀次長からの電報を受け、あらためて大本営に意図を説明した。この中でソロモン群島の敵兵は5000～6000名、速やかに飛行場の利用を封殺することが必要と述べている。
「キ」号作戦現地陸海軍協定（第十一航空艦隊、第八艦隊、陸軍第十七軍）によれば、一木支隊（歩兵第28聯隊長一木清直大佐）と横須賀鎮守府第五特別陸戦隊（司令安田義達大佐）を上陸部隊とし、Ｗ（上陸予定日、18日予定）-2日上陸部隊（一木支隊先発隊、駆逐艦6隻）トラック出撃、Ｗ日上陸、Ｗ+3日（後日+4日に変更）第二次上陸（一木支隊主力部隊、輸送船2隻、第二水雷戦隊護衛、間接護衛兵力として第六戦隊）を敢行という計画であった。
敵空母が出現した場合は、輸送およびガ島奪回作戦を延期または取止める可能性があることも盛り込まれていた。
一木支隊の戦闘序列は、歩兵第二十八聯隊、工兵第七聯隊第一中隊および独立速射砲第八中隊、人員約2,000名であった。ミッドウェー作戦においてミッドウェー島攻略を目的に編制された一木支隊は約40隻の折り畳み舟艇を持っており、ガ島では駆逐艦の内火艇と組み合わせて上陸することになった。内火艇や舟艇を使用して短時間のうちに上陸するという制限から、先遣隊の歩兵の携帯弾薬は250発、糧食は7日分であった。上陸後の行軍の都合上からも軽装備であり、対戦車兵器として亀甲状の爆雷を保持していたという。横須賀鎮守府第五特別陸戦隊（司令安田義達大佐）616名は6月30日附で第四艦隊に編入され、ナウル・オーシャン方面攻略を予定していた。横五特の一部は7月29日グァム島を出発、8月7日附で第八艦隊に編入され、8月12日ラバウルに到着した。
第十七軍では、一木支隊を先に派遣してヘンダーソン飛行場が活動を開始する前に封殺もしくは使用を妨害するか、歩兵第三十五旅団と一木支隊を合流させ空母機動部隊の護衛下で奪回作戦に乗り出すか、両論があった。13日朝、第十七軍参謀長は第十一航空艦隊参謀長酒巻宗孝海軍少将に意見を求めた。その結果、二見参謀長は「ガダルカナル島の敵を7000～8000と観たのは過大であった」「一木支隊を早期に派遣すべし」と判断を修正した。
陸海軍現地協定にもとづき百武中将は、一木支隊約2,300名から900名を先遣隊として駆逐艦6隻に分乗させ直ちにガダルカナル島に進出、連合軍陣地を攻撃しルンガ岬の飛行場を奪還せよと命じた。
作戦計画時点の日本軍は、ガ島守備隊がマタニカウ川左岸（飛行場の西方）に海軍本部を設置していることを知らず、なんらかの友軍部隊がいると見なされた飛行場東側タイボ岬見張所を上陸点に選んだ。また飛行場西側からの攻撃は地形上の障害が見込まれたことも影響した。
後続の一木支隊第2梯団は第二水雷戦隊護衛下で低速の輸送船2隻（ぼすとん丸、大福丸）に乗船し、ガ島へ送り込まれることとなった。一木支隊先遣隊は「敵に飛行場を使用させないことが最小限の条件」こと求められており、第十七軍命令「止ムヲ得サレハ『ガダルカナル島』ノ一角ヲ占領シ」とは「飛行場の近くを占拠して夜襲の反覆により飛行場の使用を封じること」を意図したものであった。
なお大本営陸軍部は第十七軍に対し「(参謀次長依命電)「カ」号作戦ノ規模ハ一ニ敵情ニ依リ第十七軍司令官ニ於テ決定セラルヘキモノトシ中央トシテハ要スレハ第三十五旅団及青葉支隊等ヲモ使用シ得ル如ク配船ヲ考慮シアルモ、現状ニ於テハ寧ロ戦機ヲ重視シ成シ得レハ一木支隊ト海軍陸戦隊ノミヲ以テ速ニ奪回スルヲ可トセサルヤト考ヘアリ」との意図を通知しており、戦況を楽観視していたことがうかがえる。
同13日夕刻、大本営では永野修身軍令部総長と杉山元参謀総長が昭和天皇にソロモン方面奪回作戦について上奏する。永野軍令部総長は、連合軍の大部分は引き揚げたと上奏した。
8月14日、第十七軍の松本参謀はトラック泊地に出張して一木支隊長に軍命令を伝達し、その意図を説明した。松本参謀は「最悪の場合一コ師団一万位いるかも知れぬから、迂回と不意急襲を強調した」「反面、敵が退避しつつあるかもしれないとも伝達した」「駐ソ武官からの情報については記憶がない」「飛行場占領が失敗した場合は、飛行場の近くを占拠して一部兵力による夜襲反覆等により敵の飛行場使用を封殺することが必要と伝えた」と回想している。後述のように、ガ島ヘンダーソン飛行場は8月20日の日中より使用を開始した。同14日、南東方面部隊指揮官の命令に従い、外南洋部隊指揮官（第八艦隊司令長官）は一木支隊のガ島輸送に関する作戦命令を下令した。
- 兵力部署（部隊名、指揮官、兵力、任務行動左ノ通）
  - （ｲ）主　　隊　指揮官直率[注 34]　鳥海　全作戦支援
  - （ﾛ）支援部隊　第六戦隊司令官[注 35]　第六戦隊[注 36]　十六日「カビエン」発増援部隊ノ支援、敵水上部隊ノ攻撃
  - （ﾊ）増援部隊　第二水雷戦隊司令官[注 37]
    - （1）護衛部隊　第二水雷戦隊司令官　神通、哨戒艇34号、哨戒艇35号、横五特(一部欠)　状況ニ依リ哨一、哨二ヲ加ヘ十六日〇五〇〇「トラック」発陸軍輸送船団ノ直接護衛ニ任ジ二十一日二二〇〇上陸点着
    - （2）挺身隊[注 38]　第四駆逐隊司令[注 39]　第四駆逐隊(第二小隊欠)[注 40]　第十七駆逐隊(磯風欠)[注 41]、陽炎[注 42]　十六日〇九〇〇「トラック」発一木支隊ノ一部ヲ急速「ガダルカナル」基地ニ輸送、十八日二〇〇〇泊地進入上陸セシム

  - （ﾆ）潜水部隊　第七潜水戦隊司令官[注 43]　七潜戦、三潜戦　「ガダルカナル」方面監視、敵艦艇攻撃
  - （ﾎ）水上機部隊　第八根拠地隊司令官[注 44]　聖川丸水偵四機　「ギゾ」島ニ水上基地設営、「ガダルカナル」島方面ノ偵察、附近海面ノ捜索

8月15日1520、第二水雷戦隊司令官田中頼三少将が率いる軽巡洋艦神通と駆逐艦陽炎がトラック泊地に到着する。田中少将は第八艦隊および第十七軍参謀から説明を受け、さらに一木支隊との打ち合わせをおこなった。この頃、駐ソ連武官より「米軍のガダルカナル島方面作戦は飛行場基地破壊が目的であって、この目的を達成した米軍はガ島からの脱出に腐心している」との情報が大本営に寄せられた。この情報はガ島へ向かう一木支隊にも伝達され、一木支隊戦闘詳報にも記載されていたという。泊地では、一木支隊先遣隊と駆逐艦が上陸演習を行っていた。
同15日、天皇はソロモン奪回後、ソロモン方面作戦に関して勅語下賜の内意を示した。

### 一木支隊のトラック泊地出撃
8月16日午前5時、「キ」号作戦増援部隊の挺身隊（第4駆逐隊司令有賀幸作大佐指揮）陽炎型駆逐艦6隻（旗艦/嵐、萩風、浦風、谷風、浜風、陽炎）は一木大佐以下先遣隊916名を各艦約150名ほど収容し、トラック泊地を出撃した。一木支隊長は有賀大佐の駆逐艦「嵐」に乗艦した。
なお速射砲部隊をふくむ一木支隊大部分約1500名は輸送船2隻（ぼすとん丸、大福丸）に分乗し、第二水雷戦隊司令官田中頼三少将（旗艦神通）指揮下の軽快艦船（神通、哨戒艇2隻）に護衛され、挺身隊と同時にトラック泊地を出撃した。挺身隊の速力は22ノット、輸送船団は8.5ノットであった。第24駆逐隊（海風、江風、涼風）と横五特（司令安田義達大佐以下616名）を乗せた輸送船金龍丸および哨戒艇2隻（旧島風、旧灘風）は18日から19日にかけて第二梯団と合流した。同16日、天皇は侍従武官よりガ島奪回作戦の上陸予定について報告を受けた。
挺身隊（一木支隊先遣隊）がガ島へ向け航行中の8月16日深夜、横五特のガ島派遣隊113名は駆逐艦追風に乗艦してガダルカナル島に到達し、同島タサファロング（ガ島北西部、ルンガ岬より西方17km地点）西方4km地点に上陸した。高橋達之助大尉以下増援陸戦隊はタサファロングより東進し、夕刻までにマタニカウ河西方に本部をおくガ島守備隊（部隊長の掌握していた守備隊員100名、設営隊328名）との連絡に成功した。
ガ島守備隊からの情報により、日本軍守備隊の拠点は飛行場西方マタニカウ河西岸にあること（一木支隊先遣隊の上陸するタイボ岬は飛行場東側）、連合軍ガ島上陸部隊は2000名ほどでツラギ諸島へ脱出しつつあるが高射砲・戦車若干を有することが判明し、一木支隊長にも伝えられた。
8月17日午前10時30分、挺身隊（一木支隊先遣隊）は赤道を通過、このときソ連駐在武官発の「米軍はガ島からの脱出に腐心している」との情報が伝えられた。一木支隊将兵はやや落胆したという。一木支隊長は「大急ぎで行かなければ敵は逃げてしまう」と心配した。一木支隊先遣隊（さらに一木支隊後続部隊や海軍陸戦隊も加われば）による飛行場奪回は容易との判断は、大本営のみならず現地陸海軍の共通認識であった。
8月18日、第十七軍は川口支隊のガ島派遣について現地陸海軍協定を結んだ。この中には「海軍航空部隊ヲ「ガダルカナル」島ニ推進シタル後 成ル可ク速ニ海陸協同シテ「ツラギ」及附近島嶼ヲ奪回ス」「（川口支隊上陸日=Ｖ日を8月28日とする）六　航空作戦ニ関スル事項　(ｲ)Ｖ-1日〈27日〉迄ニ戦闘機隊ノ一部ヲ「ガダルカナル」島ニ進出ス／(ﾛ)「ガダルカナル」島基地造成次第陸攻隊ノ一部ヲ「ガダルカナル」島ニ進出シ「ツラギ」攻略ニ協力ス／(ﾊ)Ｖ-1日ヨリＶ+1日迄船団前程哨戒ヲ実施ス」とあり、川口支隊上陸計画は一木支隊が飛行場を占領していることが前提になっていた。第十七軍が一木支隊の飛行場奪回について楽観視していたことがうかがえる。
同18日夜、挺身隊はマライタ島を見ながら南下した。2300、挺身隊駆逐艦6隻に乗船した一木支隊先遣隊（第1梯団、916名）は、食料7日分と携帯弾薬各自250発を携行してガダルカナル島ルンガ岬の約35km東にある同島タイボ岬に上陸、集結を完了した。
上陸後、一木大佐は後続部隊の来着を待つことなく、先遣隊のみでの飛行場攻撃を決意した。8月19日0000をもって前進を開始する。約100名の兵を後方の守備に充て、残り約800名を率いていた。移動は夜間機動で、昼間は休憩にあてた。19日の日没前にはルンガ防衛線からおよそ14km東の地点まで到達した。一方ルンガの米海兵隊は、偵察部隊が飛行場西方のマタニカウ河で日本軍ガ島守備隊と交戦状態にあった。この時、コースト・ウォッチャーズ等から「日本軍の駆逐艦が飛行場の東35km地点で兵員を揚陸した」との情報を得た。米海兵隊は、状況をより正確に把握するため更なる情報収集に努めた。
なお第17駆逐隊3隻（浦風、谷風、浜風）はポートモレスビー作戦にともなうラビの戦いに従事するためすぐにラバウルへ向かった。3隻（嵐、萩風、陽炎）は上陸地点の警戒・敵脱出阻止のため同地に留まり、ツラギ泊地やルンガ岬に艦砲射撃を実施した。駆逐艦は一木支隊先遣隊と無線連絡をおこなう手筈だったが、先遣隊からの連絡は全くなかったという。
午前中になるとエスピリトゥサント島から飛来したと思われるB-17爆撃機の空襲により被弾した「萩風」が大破、「嵐」と共にトラック泊地へ撤収、同方面に残る駆逐艦は「陽炎」1隻となった。
「陽炎」のツラギ泊地砲撃後の報告は「本射撃直後敵兵満載ノ大発数隻算ヲ乱シテ遁走セント図リタル為之ヲ砲撃セル所右往左往スル状況及攻撃中何等応戦ノ気配ナキ点其ノ他敵(兵数不明)ノ行動一般ニ活發ナラザル点等ヨリ考察シ、敵ハ相当士気沮喪セルニ非ズヤト認メラル、続イテ「ホーン」岬二粁附近ヲ往復極力見張所ト連絡ヲ試ミタルモ応答ナシ」であった。
同19日1542、一木支隊先遣隊の間接支援をおこなっていた外南洋部隊支援部隊（青葉、衣笠、古鷹、夕凪）はサンタイサベル島北部のレカタに入泊し、臨時の水上基地を設置した。同日夜、外南洋部隊主隊（重巡洋艦鳥海、駆逐艦磯風）はラバウルを出撃、20日1000時点でブカ島北東50浬地点にあった。

## 戦闘

### 前哨戦

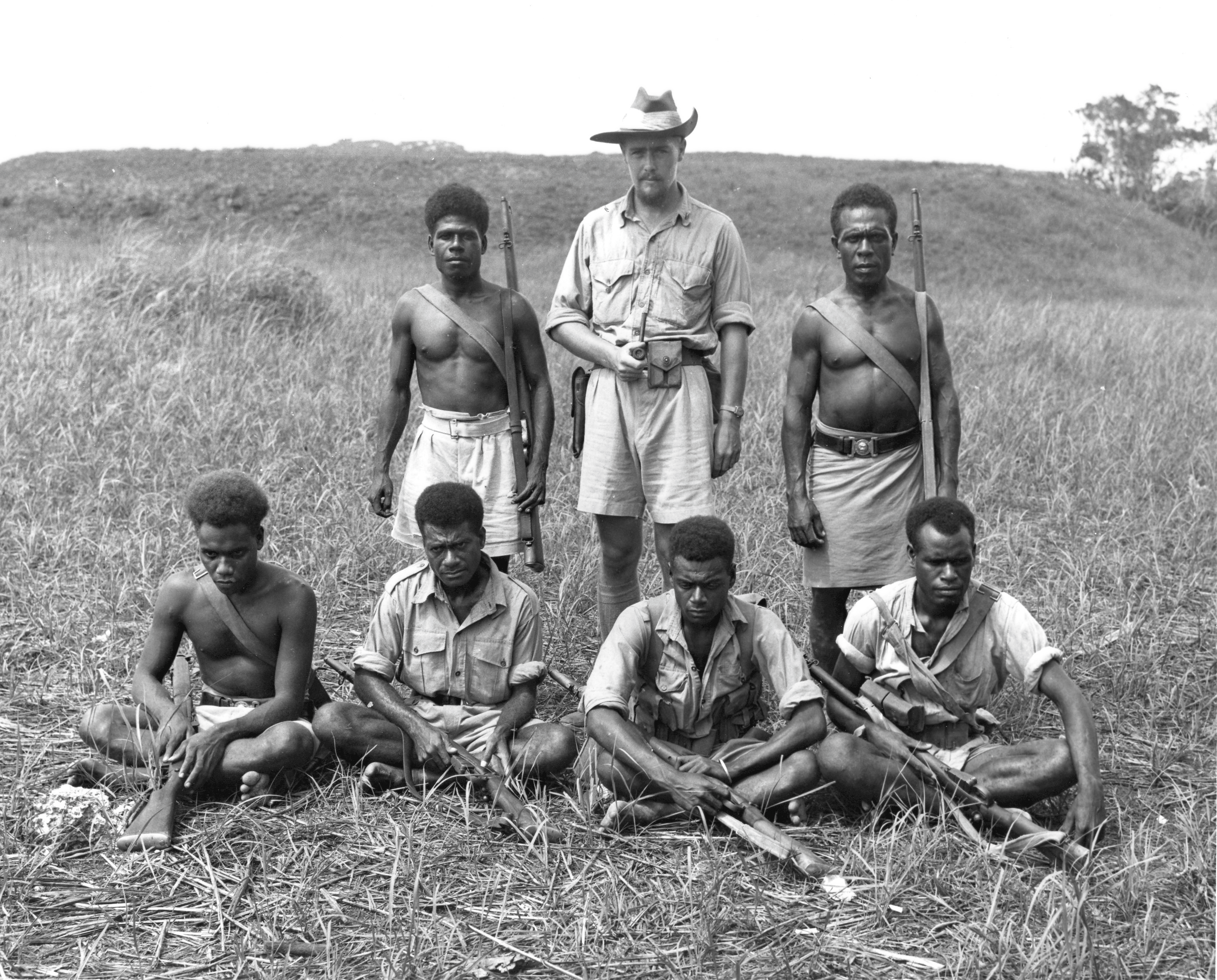
英領ソロモン諸島沿岸監視員マーティン・クレメンス（中央）と現地警備軍。ガダルカナルの戦いを通じて連合軍の偵察員・案内役として活躍した。

イギリス領ソロモン諸島保護領守備軍（BSIPDF）の士官で沿岸監視員であるマーティン・クレメンスの指揮の下、英領ソロモン諸島保護領警察隊ジェイコブ・C・ヴォウザ元上級曹長らをはじめとするソロモン諸島の沿岸監視員や、その他の情報機関からの報告によって、日本軍増援部隊がガダルカナル島に上陸しルンガ岬の東側を行軍中であることが明らかとなっていた。8月19日、海兵隊はルンガ防衛線西側のマタニカウ川で、日本軍ガ島守備隊と引き続き交戦していた。一方、更なる情報収集の為チャールズ・ブラッシュ大尉率いる海兵隊偵察部隊60名と4名の現地人スカウトがルンガ防衛線の東側の調査にあたった。
前述のように一木支隊先遣隊は8月18日23時までにはタイボ岬に上陸を完了し、後続部隊の到着を待たずに前進を開始した。
8月19日午前4時30分、一木支隊先遣隊はテテレ（タイボ岬西方15km）に到着して大休止した。企図秘匿のため夜間に移動し、昼間は休止することにした。
午前8時30分、一木支隊先遣隊も敵情視察と前線の連絡拠点確立のため、渋谷大尉以下をイル川（中川）付近に、館中尉以下四組の将校斥候を飛行場方面に派遣した。同19日12：00ごろ、コリ岬付近にてブラッシュ大尉の偵察部隊が日本軍斥候兵を視認、海岸線を進んでくる一木支隊偵察部隊に対し待ち伏せ攻撃を仕掛けた。米側記録によれば、将校4名と下士官兵30名の一群は戦闘隊形をとらずに前進していたという。日本軍側は33名死亡（将校全員をふくむ18名戦死、のち1名が捕虜と判明とも）、生き延びた5名はタイボ岬へと退却した。米海兵隊の損害は3名死亡、3名負傷であった。  
偵察部隊の士官の遺体から得た書類などから、上陸した日本軍は比較的大きな部隊（陸軍）に所属していることが明らかとなった。だが、その兵力の具体的な規模や日本軍の攻撃がいつ始まるのかといった情報は得られなかった。
これらの情報から、米軍海兵隊はルンガの東方からの攻撃を想定し、防衛線東部の防備を固めていた。なお米軍公式戦史では、ルンガ防衛線の東部防衛地点をテナル川に同定しているが、テナル川は戦闘の発生した場所の更に東側に位置しており、実際にルンガ防衛線の東部を形成していたのはイル川である。イル川は連合軍側ではアリゲーター・クリークと呼ばれていたが、この呼称には二つの過ちがある。まず、ソロモン諸島にはアリゲーターは生息しておらず、クロコダイルしかいないこと、また、クリーク（Creek:入江）と言いながらも実際は海と幅7m - 15m、長さ30mの砂州で分かたれた潟であったことである。日本側は、イル川を「中川」、テナル川を「蛇川」と呼称している。
米第1海兵連隊クリフトン・ケイツ大佐は第1・第2大隊をイル川の西岸に沿って配置した。さらに第1特殊兵器大隊100名にキャニスター弾（対人用散弾）を装備した37mm対戦車砲2門を備え、イル川砂州の守備にあたらせ、イル川東岸と砂州を事前に標的に据えさせ、砲兵隊の観測兵を海兵隊陣地前線に配置した。海兵隊はこの守備固めに20日丸一日を費やし、日没までに可能な限り守備を整えた。
同19日午後2時30分に偵察隊遭遇交戦中の報を受けた一木大佐は救援のため第1個中隊を先遣した後、主力も午後4時にテテレを出発した。19日夜間も行軍を続け、8月20日午前2時30分にコリ岬西側のレンゴに到達して大休止にうつった。午前5時頃、B-17重爆 1機が飛来し、ルンガ岬方面には大発動艇が航行、第十一設営隊の宿営舎跡付近で敵兵が活発に動いているのを認めた。
同20日06時20分、駆逐艦陽炎は敵単発機2機の攻撃を受けて避退した。敵空母機の可能性があったため飛行艇が索敵をおこなった結果、同20日朝になりサン・クリストバル島南方（ガダルカナル島南東方面約250浬/約460km）に航空母艦と巡洋艦を含む有力な艦隊と輸送船団を発見した。南東方面部隊指揮官は、ガ島に向け進撃中の一木支隊第二梯団に反転避退を、基地航空部隊と外南洋部隊には敵機動部隊に対する攻撃と残敵撃滅を命じた。ところが南東方面部隊（塚原中将）は一木支隊第二梯団に対し「北方へ避退せよ」と命じ、外南洋部隊（三川中将）は「南西に避退せよ」と命じたので、板挟みになった第二水雷戦隊司令官田中頼三少将は「やむなく、二つの命令の中間をとって北西の針路をとった」と回想している。この後も輸送船団に対し、塚原中将と三川中将から相反する命令が出されている。通信状況も不良であり、電報の遅延や不達も多くなった。
同時期、護衛空母「ロング・アイランド」はガ島に接近し、F4Fワイルドキャット戦闘機 19機とSBDドーントレス急降下爆撃機 12機をヘンダーソン飛行場に空輸した。ロング・アイランドが輸送した戦闘機と急降下爆撃機は、ガダルカナル島攻防戦で重要な戦力となった。航空戦力の進出により、ガダルカナル島周辺の制空権は米軍のものとなった。上記のように最初に進出したのは海兵隊所属機だったが、まもなく陸軍航空隊のP-38ライトニングやP-39エアコブラといった戦闘機、空母から派遣された戦闘機や急降下爆撃機が次々に増強された。ヘンダーソン基地使用開始からわずか10日間で、三個戦闘飛行隊（海兵隊2、陸軍1）、一個偵察飛行隊（海軍）、三個爆撃飛行隊（海兵隊2、海軍1）が投入された。
ヘンダーソン飛行場に米軍航空機が進出したことは、日本軍も確認した。ガ島守備隊は14時20分に「敵艦上機二〇機 内戦闘機二機 飛行場ニ着陸セルモノノ如シ」と報告した。宇垣纏聯合艦隊参謀長は「彼の企図は飛行機運搬にありしか、但し之は全機と認むるを得ず、更に同様の特設空母二の矢として同様任務に服しあるやも知れず。／本移動せる飛行機を速に撃破し尚敵の飛行場使用を不可能ならしむる如く空襲夜間砲撃等現下の急務たり。根を卸さしむべからずと焦慮するも出先は仲々思ふ通りに動かず」と記述している。
また小型駆逐艦や輸送船がルンガ泊地にて揚陸作業中との情報により、駆逐艦江風（第24駆逐隊）と駆逐艦夕凪（第29駆逐隊）に泊地突入命令が出た。

### 攻撃

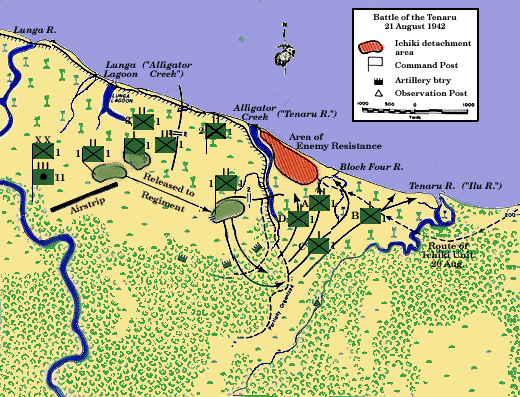
8月21日の戦場図

8月20日午前10時、一木支隊長は攻撃計画を策定し、攻撃命令を下達した。午後6時、一木支隊先遣隊はレンゴを出発した。工兵隊の下士官斥候一組（現地民3名、通訳1名）が先遣し、中川（イル川）渡河点を偵察することになった。すると先遣した工兵下士官から「誘導の土人1名逃亡し射殺したが、中川方向に信号弾が上がるのを見た」との報告があった。20：00、部隊は中川に到達した。中川西岸は東岸と比較して台地状になっており、驚くべきことに米海兵隊の陣地が構えてあった。ルンガ岬の飛行場からこれ程離れた場所に米軍陣地があることは想定していなかった。米軍の背後をつくつもりが、強固な守備陣地の正面からの攻撃となったのである。一方の米海兵隊は、日本兵がイル川に向けて進軍する際のカチャカチャいう音や話し声を偵察兵（聴音哨）が聞きつけており、日本軍接近を察知済みであった。
日本時間8月20日22：30（連合軍時間8月21日01：30）、一木支隊先遣隊はイル川西岸に対して攻撃を開始、第一波の100名がイル川を渡って海兵隊陣地に突撃した。だがキャニスター弾を装填した37mm榴弾砲と機銃の猛射に遭い、ほとんどの兵は砂州を渡る際に倒された。海兵隊陣地にたどり着いた兵もわずかにおり、白兵戦を挑むなどして機銃陣地を確保したものもあった。日本軍の機銃射撃と小銃射撃によって戦死した米海兵隊銃手もいた。だが、米軍前線を突破した日本兵も、その直ぐ後ろに待機していた中隊の攻撃に遭い、機銃陣地を確保し続けることはできなかった。一木支隊の最初の攻撃は100名余りの損害を出し、開始から一時間足らずで一旦停止することを余儀なくされた。
日本時間8月20日23：30（連合軍時間8月21日02：30）、日本側の第二波として、150名から200名の日本兵がイル川砂州を超えるべく再攻撃を掛けたが、またもや米軍の火力の前に一掃された。このとき、攻撃から生還した将校が一木大佐に残存兵をまとめて撤退すべきであると進言したが、一木大佐はこの進言を退けた。
一木支隊先遣隊はイル川東岸で部隊を再編成し、迫撃砲による砲撃を開始した。これに対し、米海兵隊も75mm砲と迫撃砲でイル川東岸に砲撃、応戦した。21日02：00（連合軍時間21日5：00）頃、日本は3度目の攻撃を仕掛けた。このときはイル川渡河ではなく、北の海側から廻り込んで西岸を攻撃しようとした。だがこの迂回攻撃は直ぐに米軍に察知され、浜辺一帯は重機関銃と砲兵の砲撃を浴びた。一木支隊先遣隊は三たび甚大な被害を被り、迂回攻撃をあきらめ東岸に撤退することを余儀なくされた。この後1-2時間程、イル川を挟んで至近距離での銃撃による応酬が続いた。

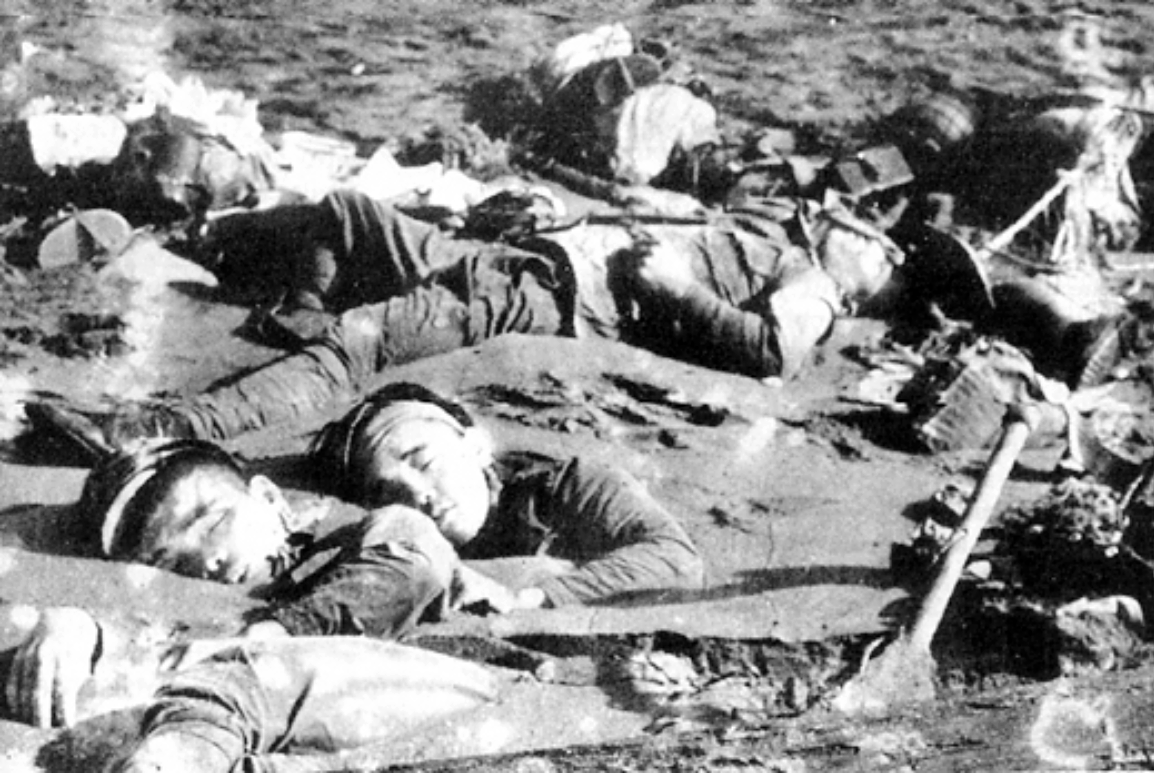
21日の戦闘後、イル川の砂州に半ば埋まって横たわる一木支隊の将兵

一木支隊は既に壊滅的な被害を被っていたが、依然としてイル川東岸に留まり続けていた。撤退できなかったのか、あるいは撤退するつもりがなかったのかは不明である。8月21日明方、米軍士官は如何にして戦闘を継続するか協議し、結論として日本軍を追い詰め、攻撃を仕掛けさせてから返り討ちにすることにした。第1連隊第1大隊のレナード・クレスウェル中佐は、戦闘地域からイル川を溯上、一木支隊を南方と東方から包囲しイル川東部のココナッツ林に追い込んだ。また、ヘンダーソン飛行場からは小型艦上機が発進し、戦闘に加わった。航空機による機銃掃射で日本軍をココナッツ林に足止めし、午後になってから投入された5輌のM3軽戦車が砂州を超えてココナッツ林を攻撃した。戦車は機銃とキャニスター弾の砲撃でココナッツ林に猛射を浴びせ、横たわる日本兵を生死を問わず押しつぶしていった。ヴァンデグリフト少将は、戦車攻撃が終わった時の様子を「戦車の後ろ側はまるで挽肉器（meat grinder）のようであった」と書き残している。
21日15：00（連合軍時間17：00）には一木支隊の抵抗も止み、戦闘は終了した。一木大佐の最期については「戦闘中戦死した」または「軍旗を焼いて自決して果てた」など記録によって異なる。
戦闘終了後、物見高い米兵が戦場を見て回った際、負傷した日本兵に近づいたところを撃たれ死亡するものも出た。このため、その後海兵隊はすべての日本兵の遺体を撃ち、銃剣で刺した。負傷し意識不明であった日本兵15名が連合軍の捕虜となった。戦闘を生き延び後方に逃れた一木支隊の兵は30名程で、タイボ岬に待機していた第1梯団後方部隊に合流、残存部隊は128名となった。一木支隊戦死者の埋葬作業には、アメリカ軍に集団投降していた朝鮮人労働者（日本海軍設営隊）も使役されたという。

## 影響
米軍・連合軍にとってイル川渡河戦での勝利は心理的に重要な意味をもっていた。連合軍の兵士はこれまでの太平洋戦線および東アジア戦線の地上戦において日本軍に負け続けてきたが、この戦いの勝利によって日本軍を地上戦においても打ち負かすことができることを知った。また連合軍はこの戦いで「日本兵は敗北しても降伏することを良しとせず、負傷し倒れてもなお連合軍兵を殺しにかかる」という、太平洋戦争終戦まで通じる戦訓を得た。この点についてヴァンデグリフト少将は次のように述べた。「私はこのような類の戦いを見たことも聞いたこともなかった。彼らは降伏を拒む。傷ついた日本兵は米兵が調べに来るのをじっと待ち、近づいた米兵を手榴弾で自らの体ごと吹き飛ばすのだ。」ガダルカナルに機関銃手などとして従軍したロバート・レッキーは回顧録『Helmet For My Pillow（ヘルメットを枕に）』で「我々の連隊は900名ばかりの日本兵を倒した。ほとんどは銃火の前に塊となったり、山積となったりして倒れた。まるで日本兵は集団じゃないと死なないかのようだった。戦闘後、死体の間では戦場の"みやげもの"を探そうとする奴らが動き回っていた。ブービートラップがあるので慎重に歩き回り、見つけた遺体を裸にしていた。」
8月21日朝の時点で、第十七軍はガダルカナル島日本軍守備隊から「二一日〇二〇〇ヨリ引続キ飛行場附近ニ盛ニ銃声ヲ聞ク 敵小型陸上機四機 〇四〇〇離陸旋回シアリ」「〇四〇〇離陸セル敵戦闘機五機ハ〇五〇〇乃至〇五三〇ノ間ニ着陸其ノ後離陸セズ 銃砲声ハ引続キ飛行場附近ニ在リ」「敵機ノ離陸並ニ飛行スルモノヲ認メズ 先遣隊ノ攻撃ハ我軍ニ有利ニ進展中ト推定ス 〇六三〇」「一木支隊及同先遣隊ニ伝ヘラレ度 味方工員多数飛行場周辺密林中ニ統制ナク避退シアリ 御了承ヲ乞フ」という一連の電報を受け、飛行場占領を待った。連合艦隊司令部では、一木支隊先遣隊の攻撃で敵が降伏したと見る参謀も多かった。
夕刻、ガ島日本軍守備隊は「一木先遣隊ハ今朝飛行場附近ニ到達セルモ殆ンド全滅ニ瀕ス、東見張所ヨリ連絡アリタリ、ぼすとん丸ニ伝ヘラレ度（発信者名なし）」と打電し、海軍側は第十七軍司令部に伝達した。第十一航空艦隊は連合艦隊に対し「二十一日「ガダルカナル」ヨリ一木支隊先遣隊ハ飛行場突入前全滅ニ瀕セリトノ電アリ 再調査中ナルモ右情報ハ出所(発令者)ニ多大ノ疑問アリ」と報告した。第八艦隊は一木支隊先遣隊の攻撃が失敗したと記録した。第十七軍は一木支隊先遣隊の苦戦を認め、川口支隊を直接ガダルカナル島に突入させることを決定した。また、一木先遣隊に対する空中補給を海軍側に依頼した。
8月24日午前6時、ガ島守備隊は「昨夕敵ニ異状アリタルガ如シ 敵戦闘機二二機 十五時三十分 一旦離陸セル処 当時飛行場附近盛ニ銃声アリ 敵戦闘機ハ 十六時二十分頃一斉ニ離陸シ航空灯ヲ点シ右往左往ス 海岸附近ニモ銃声アリ」と報告したので、第十七軍は「一木支隊先遣隊は態勢をたてなおし、飛行場に対する妨害を実施している」と判断した。午後7時35分、第十七軍は大本営に『「ガダルカナル」守備隊ヨリノ電報ニ依レハ 一木支隊ハ飛行場附近ニ健在飛行場〔擾乱〕ニ努メアルモノノ如シ』と報告した。
一方、大本営は「一木先遣隊が飛行場を攻撃して相当の被害を受けた」との情報を入手した。昭和天皇は杉山参謀長の戦況上奏に「一木支隊はガ島に拠点を保持できるか。また南海支隊の方面はどうなってるか。ひどい作戦になったではないか」と御下問した。8月25日、前記の電報は一木支隊通信係将校の榊原中尉が送信を依頼したものであることが判明した。ここに一木支隊先遣隊の全滅が判明した。
同24日から25日にかけての第二次ソロモン海戦で日本軍は敗北し（空母龍驤沈没、水上機母艦千歳損傷）、一木支隊後続隊（第二水雷戦隊護衛）も空襲を受けて損害を出し、ガ島直行をやめてショートランド諸島やニューブリテン島ラバウルに向かった。
その後、ガダルカナル島への増援輸送は、敵制空権下において駆逐艦によって実施された（鼠輸送/東京急行）。次なる日本軍の大規模反撃は、約3週間後の第1次総攻撃（ムカデ高地の戦い、血染めの丘の戦い、エドソンの丘の戦いとも）であり、日本軍は飛行場奪還を期して、イル川渡河戦を上回る川口支隊約6,500名を投入したのであった。
1994年（平成4年）9月、一木支隊生存者および遺族は、ガダルカナル島に「一木支隊鎮魂の碑」を建立した。

## 時系列
一木支隊とイル川渡河戦に関連する事項を記載する。ラバウルの現地陸海軍とは、第十七軍（司令官百武晴吉陸軍中将）、第十一航空艦隊司令長官塚原二四三海軍中将（南東方面部隊指揮官と基地航空部隊指揮官を兼任）、第八艦隊司令長官三川軍一海軍中将（外南洋部隊指揮官）。南東方面部隊（塚原中将）は基地航空部隊と外南洋部隊を麾下におく。
- 1942年5月25日 - 第二十五航空戦隊の飛行艇（同航戦幕僚、第八根拠地隊幕僚、技術者同乗）はガダルカナル島を偵察し、同島北西部ルンガ川東方海岸線から2,000ｍ南方地区に飛行場適地を発見[263]。
- 6月1日 - 二十五航戦司令官山田定義少将は第十一航空艦隊参謀長に調査結果を報告、急速設営を意見具申する[264]。
- 6月19日 - 第四艦隊（司令長官井上成美海軍中将）司令部関係者、ガダルカナル島を現地調査して上級司令部に報告[265]。6月下旬、上級部隊は第四艦隊にガダルカナル島に飛行場を建設するよう命じる[266]。第四艦隊隷下の第二十五航空戦隊と第八根拠地隊が実地作業を担当する[267][268]。
- 7月1日 - 呉鎮守府第三特別陸戦隊と第八十一警備隊を再編し、フロリダ諸島を防衛する第八十四警備隊（司令鈴木正明中佐）新編[269]。
- 7月6日 - 海軍第十一設営隊（隊長門前鼎大佐、約1220名）、第十三設営隊（隊長岡村徳長少佐、約1350名）、ガダルカナル島に上陸[269]。間もなく飛行場建設作業を開始[270]。
- 7月14日 - 第八艦隊[61]（司令長官三川軍一海軍中将、参謀長大西新蔵海軍少将、参謀神重徳海軍大佐ほか）新編[271]。南洋部隊は内南洋部隊に区分変更、外南洋部隊（指揮官三川軍一第八艦隊司令長官）が、パプアニューギニアやガダルカナル島を含めたソロモン諸島での作戦を担任することになった[62]。7月25日、井上中将（南洋部隊指揮官→内南洋部隊指揮官）と三川中将（外南洋部隊指揮官）はトラック泊地で会談する[272]。南洋部隊は「ソロモン群島や東部ニューギニア方面への連合国軍の反撃は杞憂にすぎず、あるにしてもかなり後」と伝達する[273]。
- 7月18日 - 第十七軍司令官、大本営陸軍部参謀辻政信陸軍中佐の独断により「リ号研究作戦（スタンレー山脈越えによるポートモレスビー攻略作戦）」の実施を南海支隊（支隊長堀井富太郎陸軍少将）に命令する[274][275]。
- 7月24日 - 第十七軍司令部、ニューブリテン島ラバウルに到着する[276]。
- 7月27日 - 辻政信中佐は東部ニューギニア現地視察のため駆逐艦朝凪に便乗中[277]、空襲で負傷し翌日ラバウルに帰投[278]。
- 7月28日 - 大本営は一木支隊の内地還送に輸送船2隻（ぼすとん丸、大福丸）を使用し、護衛を第三艦隊麾下の第十戦隊より抽出することを決定[106]。
- 7月30日 - 鳥海（第八艦隊司令部座乗）と駆逐艦（雪風、時津風）はラバウルに到着し、第八艦隊司令部は陸上に将旗を移す[279]。
- 7月31日 - ラバウルの現地陸海軍（第十七軍、第十一航空艦隊、第八艦隊）、『「ポートモレスビー」攻略竝ニ東部「ニューギニヤ」戡定作戦ニ関スル協定」を結ぶ[280]（ラビの戦い）[281]。ポートモレスビー攻略のため、外南洋部隊は海軍陸戦隊を、第十七軍は南海支隊（支隊長堀井富太郎少将）、歩兵第三十五旅団（旅団長川口清健少将）、歩兵第四十一聯隊（聯隊長矢澤清美大佐）を投入予定[282]。大本営参謀辻政信中佐によれば、辻がガ島について尋ねると海軍側参謀は「ガ島は絶対だ。天が堕ちても獲られる心配はいらぬ」と返答した[283]。
  - 連合軍大型爆撃機、従来よりエスピリトゥサント島よりガダルカナル島やフロリダ諸島に少数機が飛来していたが、同31日より空襲を強化する[284][285]。
- 8月4日 - 大本営海軍部（軍令部）、各種徴候より各艦隊参謀長に注意喚起[286]。
  - 第二十五航空戦隊隷下の第十四航空隊派遣隊、二式飛行艇2機によるフィジー諸島およびニューカレドニア方面の偵察を実施、同方面を航行中だった連合軍大艦隊を発見できず[287]。その後もツラギより連日のように飛行艇による索敵を実施するが、接近中の連合軍大規模船団に気付かず[288]。
- 8月5日 - 日本軍ガ島飛行場設営隊、滑走路既成により戦闘機進出可能と報告する[289]。第二十六航空戦隊（司令官山縣正郷少将）麾下の第六航空隊[注 65]（司令森田千里大佐）[291]に所属する零式艦上戦闘機を航空母艦により8月16日頃にはガ島飛行場へ輸送する予定[292]。
  - ガ島の原住民が山中へ避難、日本軍は特に対処せず[286]。
- 8月7日 - 連合国軍、ガダルカナル島やフロリダ諸島に来攻[293]。アメリカ海兵隊が上陸を開始[294]。
  - 第十七軍、第八艦隊からガ島奪回作戦への協力を求められるが、ラバウル所在兵力（南海支隊）投入を拒否する[89]。在パラオの川口支隊なら派遣可能と返答[91]。
  - 大本営はラバウルの第十七軍に対し、ポートモレスビー攻略続行（レ号作戦）を命じ、その上で海軍作戦の援助を指示する[295][注 66]。
  - 大本営、グァム島を出航した一木支隊（ぼすとん丸、大福丸）[296]に対しグァム島へ引き返すよう指示、使用予定は東部ニューギニアと内報[297]。行先は二転三転し、最終的にトラック泊地と決定[298]。
  - 日本軍のガダルカナル島守備隊および飛行場設営隊、飛行場より西方のマタニカウ河に後退して海軍本部を設置[51]。
- 8月8日 - 第一次ソロモン海戦[299]
  - 大本営、第十七軍にソロモン方面奪回作戦担任予定と内報する[注 67]。
  - 第八艦隊は海軍陸戦隊約520名のガダルカナル島上陸中止を命令、だが帰路に潜水艦の雷撃によって輸送船明陽丸が沈没[59]。
  - アメリカ海軍機動部隊、正規空母3隻（エンタープライズ、サラトガ、ワスプ）を擁しながら上陸支援を打ち切ってガ島周辺から撤退[74]。
- 8月9日 - 第十七軍は大本営に対し、南海支隊によるポートモレスビー早期攻略、ガダルカナル方面は川口支隊で奪還すべしと意見具申[97]。
  - 大本営はソロモン方面派遣陸軍兵力を一木支隊と歩兵第41聯隊（8月5日にダバオを出発、8月15日～16日ラバウル着予定）[94]と内定[119]。
- 8月10日 - 大本営、一木支隊の第十七軍隷下編入、青葉支隊他の第十七軍指揮下復帰を発令[95][300]。
  - 第一次ソロモン海戦を戦った外南洋部隊各艦、ラバウルもしくはカビエンに帰着（潜水艦の雷撃で重巡加古沈没）[301]。
  - 現地陸海軍、ガ島奪回計画について協議する[145]。ガ島奪回作戦を川口支隊主力、一木支隊、横須賀鎮守府第五特別陸戦隊で8月25日頃実施と計画、連合艦隊に通知[注 68]。
- 8月11日 - 大本営、第十七軍にソロモン方面の敵撤退後の作戦要領を指示、第十七軍は意外に感じる[96]。
  - 第十七軍、一木支隊に対し「トラック泊地進出後、なるべく速やかにラバウルに前進すべき」と下令[注 69]（海軍側の意見もあり実際はトラック泊地からガ島へ直行）[140]。
  - 第十一航空艦隊の零戦6機、午前7時にラバウルを発進してガ島強行偵察を実施、十一航艦は夕刻になり偵察結果を報じる[116]。
- 8月12日 - 大本営陸海軍部、東部ニューギニア・ソロモン群島作戦に関する中央協定成立[302]（翌日、第十七軍および連合艦隊に指示）[121]。
  - 第八根拠地隊首席参謀松永敬介中佐、航空偵察に赴きガ島敵兵力は敗残兵と判定し[131]、大本営および連合艦隊は事態を楽観視する[303]。
  - 呂号第三十三潜水艦と呂号第三十四潜水艦[129]、ガ島残存の日本軍守備隊および各見張所との連絡に成功する[注 70][304]。このあと2隻はラバウルに後退して補給を受けたあと、16日以後はサン・クリストバル島方面で行動[305]。
  - 第八艦隊、横五特の1個中隊派遣を決定。
  - 一木支隊輸送船、トラック泊地に到着[126]。
- 8月13日 - 第十七軍は第十一航空艦隊の「ガ島の米軍は大部分撤退」「米軍はガ島の飛行場を整備していない」という希望的観測に影響されはじめる[147]。
  - 大本営、ソロモン群島奪回「カ」号作戦を指示するが既定計画のポートモレスビー作戦についても言及[注 71]。現地陸海軍、ガ島奪回作戦現地軍協定成立[138]。
  - 第十七軍、一木支隊単独によるガ島飛行場奪回を下令[139]。第十七軍、ガ島へ急派すべき兵力に関する参謀次長電を受領[120]。
  - 南東方面部隊、ガ島奪回作戦要領を発令[139]。
  - ガ島を偵察した伊122潜水艦と伊123潜水艦、水陸両用戦車や砲兵陣地など敵有力部隊の存在を報告[118]。
  - 軍令部、ガ島について「残留敵兵力は大ではない」と奏上[119]。永野修身軍令部参謀総長と杉山元参謀総長、昭和天皇に作戦大要を上奏[9]。
- 8月14日 - 第十七軍の松本参謀はトラック泊地に出張し一木支隊長に第十七軍命令を伝達し要旨を説明する[16]。
  - 外南洋部隊、一木支隊のガ島輸送に関する作戦命令を下令[139]。
- 8月15日 - トラック泊地において外南洋部隊と一木支隊間に作戦協定成立[142]。
  - 二十五航戦の陸攻3機はルンガ岬東方6kmの草原に糧食と弾薬計1トンを空輸するが、マタニカウ川西岸への空輸は米軍対空砲火のため実施できず[86]。
- 8月16日 - 一木支隊、トラック泊地を出撃[306]。先遣隊（一木大佐以下916名、駆逐艦6隻分乗）と本隊（ぼすとん丸、大福丸、金龍丸〈途中合流〉、第二水雷戦隊）に分割されて南下を開始[17]。
  - ガ島日本軍守備隊、エスペランス岬の見張所より電信機を守備隊本部に持ち帰り、ラバウルとは潜水艦を中継して連絡可能となる[307]。
  - 同16深夜、横須賀鎮守府第五特別陸戦隊の1コ中隊113名（高橋達之助海軍大尉）、駆逐艦追風に乗艦してガダルカナル島タサファロング岬に到着[14]。
  - 第三艦隊（司令長官南雲忠一中将、参謀長草鹿龍之介少将）[308]、空母3隻（翔鶴、瑞鶴、龍驤）[注 72]と護衛部隊[注 73]を率いて日本本土内海西部を出撃[311]。
- 8月17日 - 横五特のガ島派遣部隊、上陸地点から東進し、マタニカウ川西岸の日本軍ガ島守備隊と合流[14]。ガダルカナル島に対する最初の増援であり、ガ島とラバウル間の直接連絡復活[14]。
- 8月18日 - 第八艦隊もしくは第十一航空艦隊は「ガ島基地通信隊及第八根拠地隊よりの報告を総合すると敵は高射砲、戦車若干及機銃多数を有し、内約二,〇〇〇は飛行場西側附近にあり」と記録[166]。
  - 同日深夜、一木支隊先遣部隊はガ島のタイボ岬に上陸[166]（飛行場の東側約35km）[312]。
- 8月19日 - 午前0時とともに一木支隊先遣隊は後続部隊（第2梯団）を待たず西進を開始[注 74]。
  - マタニカウ川周辺の日本軍ガ島守備隊[200]、コクンボナより迂回攻撃してきたアメリカ海兵隊と交戦[14]。
- 8月20日 - 日本軍索敵機、ツラギ島南東方面約250浬に空母を含む敵部隊を発見[313]。
  - 南東方面部隊、敵空母発見をうけて一木支隊第2梯団（輸送船団）に反転退避を命令[216]。
  - 護衛空母ロング・アイランド、ガ島ヘンダーソン飛行場に戦闘機と急降下爆撃機を輸送[221]。
  - ヘンダーソン飛行場、使用開始[311]。米軍、ガダルカナル島周辺の制空権を確保する[31]。
  - 午後10時以降、一木支隊長はガ島飛行場方面攻撃命令を下達[注 75]。
- 8月21日 - 一木支隊先遣隊、ガ島飛行場を攻撃して壊滅する[314]（イル川渡河戦）[27]。
  - 南東方面部隊、連合艦隊主力（第二艦隊、第三艦隊）の掩護下で一木支隊第2梯団の24日ガ島上陸を計画[311]。
  - 連合艦隊、一木支隊第2梯団を軽快艦艇で輸送することを提案したが、第十七軍は不同意[315]。
  - 同日15時50分、連合艦隊は外南洋部隊（第八艦隊）麾下の潜水艦をふくめ、南東方面で行動中の潜水艦を先遣部隊（第六艦隊）に編入する[316]。先遣部隊指揮官の下令により、大部分の潜水艦はアメリカ海軍機動部隊（エンタープライズ、サラトガ）の邀撃にむかった[317]。
  - 同日17時30分、第十七軍はガ島警備隊より「一木支隊先遣隊は全滅に瀕す」の情報を入手し海軍に空中補給を依頼する[注 76]。
- 8月24日 - 第二次ソロモン海戦[318]。ガ島飛行場に飛行機隊を投入していた空母龍驤[319]、米軍機動部隊艦上機の攻撃を受けて沈没[320]。
  - 外南洋部隊の駆逐艦部隊[注 77]、ガ島飛行場を砲撃する[322]。砲撃後、一木支隊第2梯団との合流を目指す[321]。
- 8月25日 - 一木支隊第2梯団、B-17型重爆とドーントレス急降下爆撃機の空襲を受けて軽巡神通中破、輸送船金龍丸と駆逐艦睦月沈没[257]。横五特生存者は随伴艦（哨一号、哨二号、駆逐艦弥生）に分乗し、ショートランド泊地へ移動[323]。神通と涼風はトラック泊地へ撤退[324]。
  - 連合艦隊、一木支隊のガ島直行中止を下令[325]、海軍軽快艦艇による鼠輸送の方針を指示[259]。一木支隊第二梯団は駆逐艦によりガダルカナル島へ[注 78]。
  - 第十七軍、一木支隊先遣隊の全滅の報告を確認。
- 8月28日 - 大本営陸軍部参謀辻政信中佐（参謀本部作戦班長）、大本営海軍部を訪れ「一木支隊ハ敵包囲ヲ受ケ一木聯隊長ハ軍旗ヲ焼キ切腹、自刃セリト、約一〇〇名包囲ヲトキ後退セリ」と説明[30]。

## この戦いを題材とした作品
イル川渡河戦（テナルの戦い）は、スティーヴン・スピルバーグとトム・ハンクスが製作総指揮に名を連ねるHBOのドラマ『ザ・パシフィック』の「第1章〜ガダルカナル 前編〜」クライマックスシーンで映像化されている。だが、ドラマでは実際に起きたことをそのまま完全に再現しているわけではない。ドラマでは海兵隊機関銃手ロバート・レッキーが、装填手と共にM1917重機関銃を動かすシーンがあるが、実際には機関銃座は固定されていた。さらにドラマと違い、機関銃座は戦闘が激しかった場所からもっと離れた場所にあった。
なお、このとき日本軍の攻撃の真正面にいたのは海兵隊リー・ダイヤモンド伍長、ジョン・リバース一等兵とアルバート・シュミット二等兵の3名であり、この3名により200名以上の日本兵が戦死したとされる。この戦闘で3名は名誉勲章（メダル・オブ・オナー）に次いで高位である海軍十字章を受章しているが、リバース一等兵は戦死、シュミット一等兵は手榴弾を受け片目を失明、もう片方の視力もほとんど失い、ダイヤモンド伍長は戦闘が始まってすぐ腕に被弾した後さらにシュミットの視力を奪ったのと同じ手榴弾によって片腕を失う重傷を負った。
後にアルバート・シュミットの自伝的映画『Pride of the Marines（海兵隊の誇り）』が製作され1945年8月に公開となっており、この戦いも映画の重要な場面として描かれている。